# معيار دولي

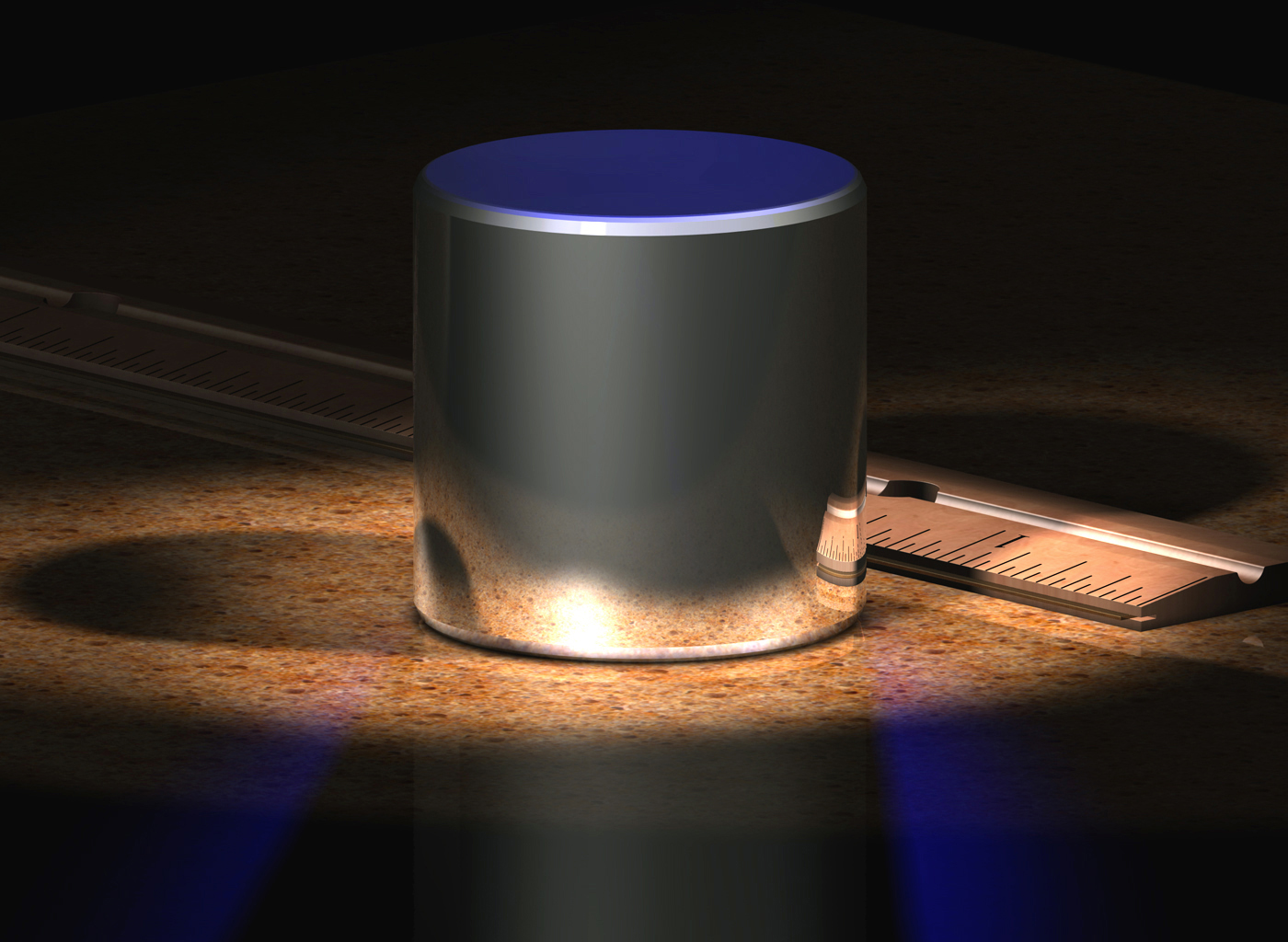

المعايير الدولية هي المعايير الفنية التي طورتها المنظمات الدولية (المنظمات الحكومية الدولية)، مثل الدستور الغذائي في مجال الغذاء، أو المبادئ التوجيهية لمنظمة الصحة العالمية في مجال الصحة، أو توصيات الاتحاد الدولي للاتصالات في مجال تكنولوجيا المعلومات والاتصالات، وبما أنها ممولة من قبل الحكومة، تُتاح إمكانية النظر فيها واستخدامها في جميع أنحاء العالم.

## الهدف منها
يمكن استخدام المعايير الدولية إما عن طريق التطبيق المباشر أو عن طريق تعديل معيار دولي ليناسب الظروف المحلية. ينتج عن اعتماد المعايير الدولية إنشاء معايير وطنية معادلة مماثلة إلى حد كبير للمعايير الدولية في المحتوى الفني، ولكن قد يكون لها (1) اختلافات في ما يتعلق بالمظهر، واستخدام الرموز، ووحدات القياس، واستبدال النقطة بالفاصلة كعلامة تفصل بين العدد الصحيح والعشري، و(2) الاختلافات الناتجة عن التعارضات في الضوابط الحكومية أو المتطلبات الخاصة بالصناعة والتي تفرضها العوامل المناخية، أو الجغرافية، أو التكنولوجية، أو البنية التحتية الأساسية، أو التشديد على متطلبات السلامة التي تراها سلطة معيارية معينة مناسبة.
تعد المعايير الدولية إحدى طرق التغلب على العوائق الفنية في التجارة الدولية والتي تنتج عن الاختلافات في الضوابط والمعايير الفنية التي تحددها كل دولة أو منظمة معايير وطنية أو شركة بشكل مستقل ومنفصل. تنشأ العوائق الفنية عند اجتماع مجموعات مختلفة، لكل منها قاعدة مستخدمين كبيرة، وتقوم ببعض الأعمال الثابتة التي لا تتوافق فيما بينها. يعد وضع المعايير الدولية أحد طرق التغلب على هذه المشكلة.

## نبذة تاريخية

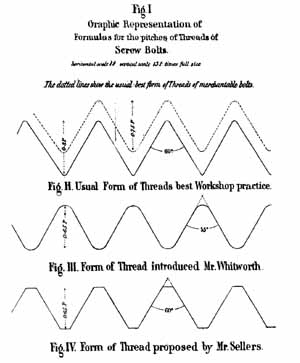
تمثيل رسومي لصيغ درجات أسلاك المصمال

### التوحيد المعياري
ازدادت أهمية تطبيق المعايير في الصناعة والتجارة مع بداية الثورة الصناعية ونشوء الحاجة إلى آلات التشغيل عالية الدقة والأجزاء القابلة للتبديل. طور هنري مودسلاي أول مخرطة لولبة في عام 1800، ما سمح بتوحيد أحجام سن اللولب لأول مرة.
حقق عمل مودسلاي، مع مساهمات المهندسين الآخرين، قدرًا متواضعًا من التوحيد المعياري في الصناعة؛ كانت المعايير الداخلية لبعض الشركات تُطبق أحيانًا ضمن صناعاتها. اعتمدت الشركات في جميع أنحاء البلاد في عام 1841 قياساتِ سن اللولب لجوزيف وايتوورث كأول معيار وطني (غير رسمي). أصبح معروفًا باسم معيار وايتوورث البريطاني، وأصبح معتمدًا على نطاق واسع في بلدان أخرى.
بحلول نهاية القرن التاسع عشر، أدت الاختلافات في المعايير بين الشركات إلى جعل العمليات التجارية صعبة ومرهِقة بشكل متزايد. تأسست لجنة المعايير الهندسية في لندن عام 1901 كأول هيئة معايير وطنية في العالم. بعد الحرب العالمية الأولى، نشأت هيئات وطنية مماثلة في بلدان أخرى. تأسس المعهد الألماني للتوحيد القياسي في ألمانيا في عام 1917، وتلاه نظيراه، المعهد الأمريكي للمعايير القومية وهيئة توحيد المعايير الفرنسية، ونشأ كلاهما في عام 1918.

### المنظمات الدولية
بحلول منتصف القرن التاسع عشر وأواخره، توجهت الجهود نحو توحيد المقاييس الكهربائية. كان من أبرز الشخصيات آر. إي. بي. كرومبتون، الذي قلق بشأن المجموعة الكبيرة من المعايير والأنظمة المختلفة التي تستخدمها شركات الهندسة الكهربائية والعلماء في أوائل القرن العشرين. دخل العديد من الشركات السوق في التسعينيات من القرن التاسع عشر واختارت جميعها إعداداتها ورموزها الخاصة بالجهد الكهربائي والتردد والتيار، وحتى الرموز المستخدمة في الرسوم البيانية للدارات. لكن كانت للمباني المجاورة أنظمة كهربائية متعارضة تمامًا لمجرد أنها تأسست عبر شركات مختلفة. رأى كرومبتون نقص كفاءة هذا النظام، وبدأ ينظر في مقترحات لتحديد معايير دولية للهندسة الكهربائية.
في عام 1904، مثل كرومبتون بريطانيا في معرض شراء لويزيانا في سانت لويس كجزء من وفد مؤسسة المهندسين الكهربائيين. قدم ورقة بحث حول التوحيد المعياري، ولقيت استحسانًا جيدًا لدرجة أنه طُلب منه النظر في تشكيل لجنة للإشراف على العملية. بحلول عام 1906، كان قد أكمل عمله وصاغ دستورًا دائمًا لأول منظمة معايير دولية، اللجنة الكهروتقنية الدولية. عقدت الهيئة اجتماعها الأول في ذلك العام في لندن مع ممثلين عن 14 دولة. انتُخب اللورد كلفن أول رئيس للهيئة تكريمًا لإسهاماته في التوحيد المعياري الكهربائي.
تأسس الاتحاد الدولي للجمعيات الوطنية للتوحيد المعياري (آي إس إيه) في عام 1926، وتوسعت اختصاصاته بغرض تعزيز التعاون الدولي لاعتماد جميع المعايير والمواصفات الفنية. تعطل عمل الهيئة في عام 1942 أثناء الحرب العالمية الثانية.
بعد الحرب، اتصلت لجنة تنسيق المعايير التابعة للأمم المتحدة (يو إن إس سي سي) المُنشأة حديثًا بـ«آي إس إيه»، واقترحت تشكيل هيئة معايير عالمية جديدة. في أكتوبر من عام 1946، التقى مندوبو «آي إس إيه» و«يو إن إس سي سي» من 25 دولة في لندن واتفقوا على توحيد الجهود لإنشاء المنظمة الدولية للمعايير (آي إس أو)؛ بدأت المنظمة الجديدة عملياتها رسميًا في فبراير عام 1947.